# بريتاني ماسون
بريتاني ماسون (بالإنجليزية: Brittany Mason)‏ هي عارضة أمريكية، ولدت في 1 سبتمبر 1986 في مدينة اندرسون في الولايات المتحدة.